# 比布大橋
比布大橋(ぴっぷおおはし)は、石狩川に架かる国道39号の橋梁。全長297.0m。
1958年（昭和33年）11月開通。その後、1972年（昭和47年）に改修された。

## 概要
上川郡当麻町伊香牛と同郡比布町金富を結ぶ。当麻町と比布町の境界に位置する道路橋梁としては、最も上流に位置するが、石狩川にかかる国道39号上の橋梁としては、最も下流に位置する。橋には歩道がない(当橋梁の前後は両岸とも歩道がある)ので通行には注意する必要がある。
もともと、国道39号は当麻町伊香牛から愛別駅方面へ抜けるルートを通っていた。しかし旧ルートには石北本線の踏切が多く事故も多かった。そのためにルートを大きく変更して現在の橋が建設されたという。

## 地理
上流側には愛別橋が、下流側には北海道道1122号当麻比布線の麻布橋が架かっている。
一見すると平坦に見えるこの区間は70mほどの標高差がある(牛朱別川との合流点付近の標高が105mであるのに対し、比布大橋付近の標高は178m)。

## 老朽化対策
経年による老朽化で損傷が目立ち始めている。外観上、特に損傷が著しい部位の一つとして「橋脚」があげられる。凍害と思われる事象により、コンクリートが剥がれ落ち中の鉄筋が露出かつ腐食している。
2014年度、当橋梁の管理者である旭川開発建設部旭川道路事務所では技術検討会を開催し補修内容を検討している。この検討会では、対策として架替が最も有利であり安価であると結論づけている。
この結論を踏まえ、2015年度より旭川開発建設部では、「国道39号比布大橋架替」事業が開始された。